# Бранка Ђукић
Бранка Ђукић (Метех, 1956 — Чакор, 1975) је била осамнаестогодишња ученица која је 1975. из пиштоља убијена од стране двојице Албанца, након што су покушали да је силују. Случај је привукао велику пажњу јавности и изазвао велике контроверзе у југословенском друштву. Током суђења, Бранкин отац Раде Ђукић је из пиштоља убио једног од двојице оптужених за убиство своје ћерке.

## Биографија
Бранка Ђукић, рођена је 1956. године у селу Метех, у општини Плав. Основну школу је завршила у Метеху, а три године средње школе је завршила у Плаву. Након треће године, након што је према неким тврдњама доживела сексуално узнемиравање од стране једног професора у школи, одлучује да се пребаци у Гимназију у Пећи.
Одлази да се упише у Пећку гимназију, а приликом повратка из Пећи, након што је изашла на последњој станици и кренула даље пешака преко планине Чакор, била је пресретнута од стране двојице Албанаца који су под претњом оружја покушали да је силују. Након што је почела да се опире, један од њих двојице је пуцао из пиштоља и девојка је преминула на месту.
Њено тело је касније пронашао њен отац Раде Ђукић.

## Суђење
Полицијска истрага је утврдила да су починиоци убиства два албанска младића из села Горњи Стреоц код Пећи.
Суђење Бранкиним убицама се одвијало пред Окружним судом у Бијелом Пољу, суд је утврдио кривицу и осудио убицу на 15, а његовог саучесника на 13.5 година затвора. Последњег дана суђења, Бранкин отац Раде Ђукић је пуцао из пиштоља и убио једног од двојице оптужених за убиство његове ћерке.
Случај је изазвао велику пажњу јавности и медија. Организована је петиција за ослобађање Радета Ђукића, која је имала 75.000 потписа.
Раде Ђукић је за ово убиство осуђен на 8 година, а на суђењу га је заступао адвокат Вељко Губерина, без новчане надокнаде. Врховни суд Црне Горе је казну касније смањио на 5 година.

## Последице
Због различите националности жртве и убица, случај је изазвао велике контроверзе у југословенском друштву. Иако саме убице нису биле мигранти из Албаније, због њихове националности случај је коришћен и као аргумент за ограничавање кретања албанским мигрантима, који су у Југославију за време Енвера Хоџе долазили као политичке избеглице.
Петиција која је организована за ослобађање Радета Ђукића који је из освете убио једног од убица своје ћерке, имала је 75.000 потписа.
Касета са гусларском песмом "Мрамор на Чакору" или "Погибија Бранке Ђукић", која је опевала догађај, имала је тираж од 750.000 примерака.

## Наслеђе
Народни песник и гуслар Радован Бећировић је поводом овог случаја написао гусларску песму "Мрамор на Чакору". Бранкин рођак гуслар Божидар Ђукић, је ову песму касније у нешто измењеном облику спевао као "Погибију Бранке Ђукић". Песма је продавана као тонска касета, и имала је тираж од 750.000 продатих примерака, што је чини гусларском песмом са највећим тиражом на простору Југославије.
На Чакору где се налазила аутобуска станица на којој је Бранка Ђукић изашла из аутобуса, данас се налази спомен-чесма која је њој посвећена.
Неколико улица у Србији носи назив по Бранки Ђукић.